# NGC 5090B
NGC 5090B је спирална галаксија у сазвежђу Кентаур која се налази на NGC листи објеката дубоког неба.
Деклинација објекта је - 43° 51' 54" а ректасцензија 13h 20m 17,5s. Привидна величина (магнитуда) објекта NGC 5090 износи 13,2 а фотографска магнитуда 14,0. NGC 5090B је још познат и под ознакама ESO 269-88, MCG -7-27-52, AM 1317-433, DCL 561, IRAS 13173-4335, PGC 46528.